# Sudian Lisuzu Xiang
Sudian Lisuzu Xiang (kinesiska: 苏典, 苏典傈僳族乡) är en socken i Kina. Den ligger i provinsen Yunnan, i den sydvästra delen av landet, omkring 480 kilometer väster om provinshuvudstaden Kunming. Antalet invånare är 8 217. Befolkningen består av 3 833 kvinnor och 4 384 män. Barn under 15 år utgör 28,0 %, vuxna 15-64 år 67 %, och äldre över 65 år 4,0 %.
Genomsnittlig årsnederbörd är 2 198 millimeter. Den regnigaste månaden är juni, med i genomsnitt 551 mm nederbörd, och den torraste är januari, med 4 mm nederbörd.